# Вернер Вольф
Вернер Вольф (нім. Werner Wolff; 28 листопада 1922, Мемель — 29 березня 1945, Нижня Австрія) — німецький офіцер Ваффен-СС, оберштурмфюрер СС, кавалер Лицарського хреста Залізного хреста.

## Ранні роки
Вернер Вольф народився 28 листопада 1922 року в місті Мемель. Після приєднання Мемеля до Третього Рейху у листопаді 1939 року вступив до молодіжної організації НСДАП «Гітлерюгенд», а в липні 1940 року — в СС. Після закінчення юнкерського училища в Бад-Тельці, 21 червня 1942 року отримав звання унтерштурмфюрера СС.

## Друга світова війна
За відзнаки в боях під Курськом 7 серпня 1943 року Вольф був нагороджений Лицарським хрестом Залізного хреста. Під час цієї битви Вернер став командиром 13-ї роти і зупинив радянську танкову атаку. У листопаді 1943 року Вольф був поранений у стегно. Під час боїв проти англо-американських військ в Нормандії, Вернер особливо відзначився при обороні Тії і був нагороджений Почесною застібкою на орденську стрічку для Сухопутних військ.
Вернер Вольф був важко поранений 19 березня 1945 року в Угорщині під час операції «Весняне пробудження». Він помер через десять днів 29 березня у військовому госпіталі в Нижній Австрії.

## Звання
- Унтерштурмфюрер СС (21 червня 1942)
- Оберштурмфюрер СС (1 вересня 1943)

## Нагороди
- Відзнака Німецької асоціації порятунку життя в бронзі
- Німецька імперська відзнака за фізичну підготовку в бронзі
- Медаль «У пам'ять 22 березня 1939 року»
- Почесна шпага рейхсфюрера СС
- Залізний хрест
  - 2-го класу (20 липня 1941)
  - 1-го класу (28 березня 1943)
- Медаль «За зимову кампанію на Сході 1941/42»
- Штурмовий піхотний знак в бронзі
- Нагрудний знак ближнього бою в бронзі
- Нарукавний знак «За знищений танк»
- Лицарський хрест Залізного хреста (7 серпня 1943) як унтерштурмфюрер СС і ад'ютант III батальйону 2-го панцергренадерського полку СС «Лейбштандарт СС Адольф Гітлер»
- Нагрудний знак «За поранення» в золоті — отримав 5 поранень.
- Почесна застібка на орденську стрічку для Сухопутних військ (17 січня або 5 лютого 1945)